# Alicyclobacillus acidoterrestris
Alicyclobacillus acidoterrestris (früher Bacillus acidoterrestris) von acidum lateinisch Säure und terrestris aus der Erde ist ein thermotolerantes, acidophiles Bakterium aus der Gattung Alicyclobacillus. Ein Unterschied zu dem verwandten Alicyclobacillus acidocaldarius ist die etwas niedrigere optimale Wachstumstemperatur von 42 bis 53 °C. Es handelt sich um gram-positive, Endosporen bildende Stäbchen. Die Sporen sind oval und liegen subterminal bis terminal. Wachstum findet von 35 bis 55 °C bei pH 2,2 bis 5,8 statt. Alicyclobacillus acidoterrestris ist in der Lage extreme Bedingungen unter anderem auch während industriellen Lebensmittelherstellung (wie Pasteurisation) zu überstehen. Die Bakterien kommen weit verbreitet im Erdboden vor und treten in der Lebensmittelindustrie als Kontaminante auf. Aufgrund des Vermögens Lebensmittelverderb zu verursachen, verursacht das A.acidoterrestris insbesondere in der Fruchtsaftindustrie große Schäden. Das Genom ist vollständig sequenziert.